# Place de la Ville de Gràcia
La place de la Ville de Gràcia (en catalan : plaça de la Vila de Gràcia) est une place publique du quartier de Gràcia à Barcelone.

## Situation
La place est située dans le sud du quartier de Gràcia, à environ 600 m au nord de l'avenue Diagonale.

## Histoire
L'aménagement de la place remonte au milieu du XIXe siècle, après l'élévation de Gràcia au statut de ville en 1850. La place demeure marquée par les émeutes qui éclatent à plusieurs reprises dans la ville entre 1870 et 1874.

## Dénomination
Elle est successivement appelée place d'Orient, puis place de la Constitution et à partir de 1907, place Rius i Taulet en l'honneur de Francesc de Paula Rius i Taulet, homme politique et maire de Barcelone. Enfin, depuis fin 2009, elle porte son nom actuel.
Elle a en outre quatre noms populaires : place du campanile, de la ville, d'orient ou de l'horloge.

## Urbanisme et monuments

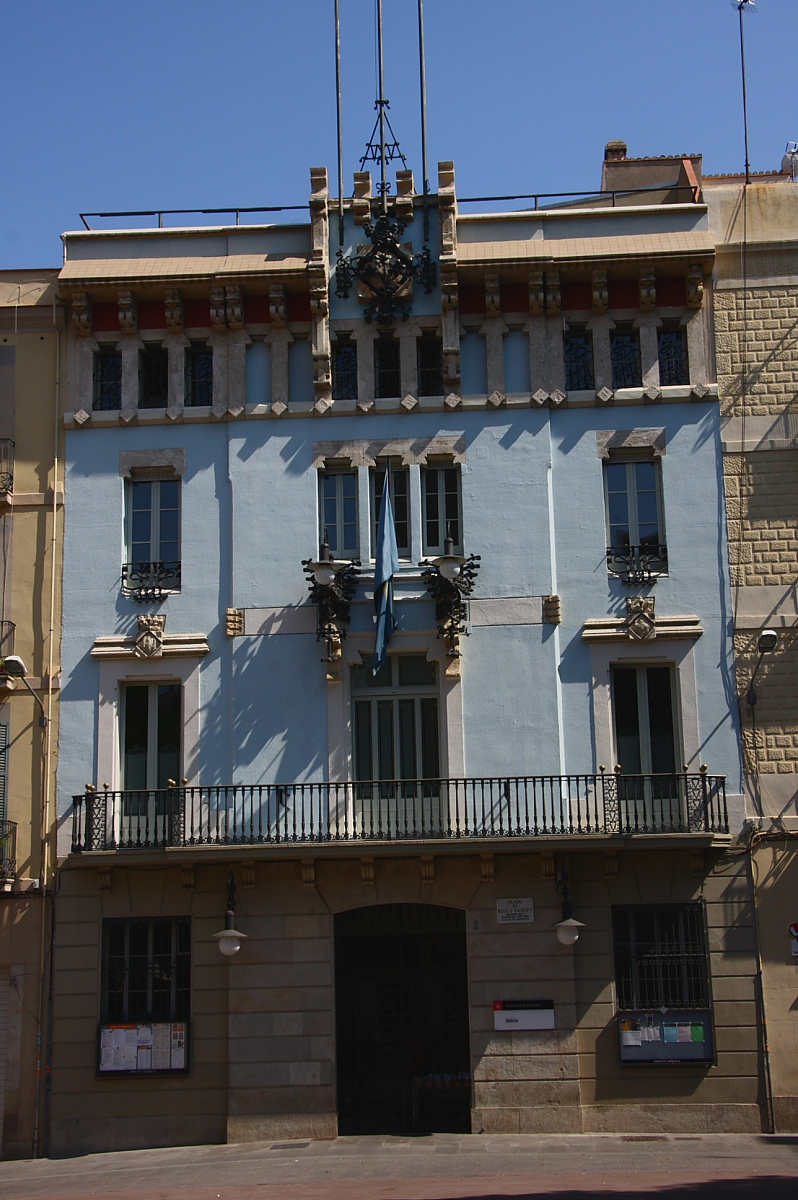
hôtel de ville, (1905).

La place est de forme rectangulaire et bordée sur trois côtés par des rangées d'arbres. Elle est presque entièrement piétonne, seules deux voies de circulation et de stationnement la bordent au sud-ouest et au nord-est.

### Le campanile
La place est connue pour son campanile de 33 mètres de haut qui s'élève en son centre. Construit entre 1862 et 1864, c'est une tour octogonale surmontée de quatre horloges orientées vers les points cardinaux. L'ensemble est surmonté d'une cloche.

### La mairie
La « maison de la ville » (Casa de la Vila) s'élève sur le côté sud-est de la place. Construite en 1905 par l'architecte Francesc Berenguer i Mestres, elle est restaurée au début des années 2000. Elle abrite le siège administratif de l'arrondissement de Gràcia.
La partie supérieure de sa façade est décorée d'une peinture à la tonalité bleue où deux lampadaires de style marin encadrent la fenêtre centrale cependant que le haut de l'édifice est orné de l'écusson de la ville en fer forgé représentant trois lys blancs.